# Acaena pallida
Acaena pallida är en rosväxtart som först beskrevs av T. Kirk, och fick sitt nu gällande namn av J. W. Dawson. Acaena pallida ingår i släktet taggpimpineller, och familjen rosväxter. Inga underarter finns listade i Catalogue of Life.